# عبد الحفيظ الزليطني
عبد الحفيظ محمود الزليطني (1938 - 12 نوفمبر 2021) ولد في طرابلس، ليبيا. وهو متزوج وله 5 أبناء.

## المؤهلات العلمية
دكتوراه تخصص اقتصاد جامعة فكتوريا مانشيستر 68، ماجستير تخصص اقتصاد جامعة فكتوريا مانشيستر 65 بريطانيا، بكالوريوس تخصص اقتصاد وتجارة في الجامعة الليبية بنغازي في الـ61، أستاذ مشارك في كلية الاقتصاد والتجارة، درّس الاقتصاد القياسي، الاقتصاد التحليلي، الاقتصاد الليبي، الاقتصاد الدولي، التمويل الدولي، النقوذ والمصارف.

## الوظائف
- عميد كلية الاقتصاد والتجارة من سنة 70 إلى سنة 75 بالجامعة الليبية
- وكيل جامعة قاريونس بنغازي من الـ75 إلى 77، رئيس جامعة قاريونس بنغازي 77 إلى 80، أمين اللجنة الشعبية العامة للتعليم من 1980 إلى 86،
- الأمين المشارك للاتحاد العربي الأفريقي (اتفاقية وجدة الرباط – المملكة المغربية 86 إلى 87)
- رئيس مجلس الإدارة والمدير العام للمصرف العربي الليبي الخارجي 87 إلى 90، محافظ مصرف ليبيا المركزي من الـ90 إلى 96،
- أمين اللجنة الشعبية العامة للاقتصاد والتجارة من الـ96 إلى الـ2000 ،
- أمين اللجنة الشعبية العامة للمؤسسة الوطنية للنفط 2001 إلى 2003،
- رئيس مجلس إدارة المحفظة الاستثمارية، محفظة أفريقيا 2001إلى 2004،
- أمين مجلس التخطيط العام 2004 إلى 2007،
- الأمين المساعد للجنة الشعبية العامة اعتباراً من 2007 .
- عُين محافظاً لمصرف ليبيا المركزي عند اندلاع ثورة 17 فبراير عام 2011، ثم ألقى الثوار القبض عليه في سبتمبر من نفس العام وبعد التحقيق تم إخلاء سبيله لحسن سيرته الذاتية ووقوفه مع الشعب الليبي.[2]